# Jimramov
Jimramov (Duits: Ingrowitz) is een Tsjechische vlek (městys) in de regio Vysočina, en maakt deel uit van het district Žďár nad Sázavou. Jimramov telt 1185 inwoners (2006). De vlek ligt op de grens tussen Bohemen en Moravië.

## Geschiedenis
- 1361 – De eerste schriftelijke vermelding van Jimramov.
- 2006 – De gemeente Jimramov krijgt (opnieuw) de status vlek.[1]